# Gonur-Tepe
Gonur-Tepe egy régészeti lelőhely Türkmenisztánban, az ősi Merv közelében található, nagy kora bronzkori település, mely Baktria – Margiana Régészeti Komplexum (BMAC) 2200-1700-ból származó "fővárosa" vagy jelentős települése volt, és az UNESCO Világörökség része.

## Fekvése
Mintegy 60 km-rel északra Marytól (ősi Merv) található.

## Története
Az Afganisztánban eredő Morghab deltájában fekvő Gonur-Tepe romjai az ország fővárosától, Aşgabattól mintegy 400 kilométerre keletre, Merv romos városa közelében találhatók, amelynek egyik fontos korszaka az Achaimenidák perzsa birodalmáig vezethető vissza. A térség igazi virágzása azonban az i. sz. 12. századra, a szeldzsuk török uralom idejére tehető. 
A terület hanyatlását a mongol törzsek 1221-beli fosztogatása indította el. Ekkor csak Merv városában több tízezer halottat említettek az egykori leírások. Ebben az időben vált néptelenné Gonur-Tepe is, és a szeldzsuk uralom idején hagyta el a 200 ezer lakosú Mervet is népességének jelentős része, amely akkor az egyik legsűrűbben lakott településnek számított a világon.

## Régészet
A területet az 1950-es években Viktor Szarianidi görög-orosz régész fedezte fel, és az 1970-es években tárták fel. Sarianidi itt egy palotát, egy erődített sár-téglából épült házat és templomokat fedezett fel, amelyeket a zoroasztriánus valláshoz társított.
A 30 hektárnyi hatalmas területen elterülő Gonur-Tepe területét csak a magasból letekintve lehet igazán átlátni, ahonnan az egykori épületek és városfalak egy gigantikus labirintushoz hasonlítanak. 
Gonur-Tepe 2000 évvel ezelőtt Margiana (Margus) térségének egyik legfontosabb, legkevésbé ismert és legfejlettebb bronzkori kultúrájának települése volt.
A VViktor Szarianidi orosz és görög származású régész által felfedezett és a múlt századig homok lepte város helyszínét, melyet egykor indoiráni népek laktak, a világ ötödik legidősebb civilizációjának tartotta. 
A feltárási terület ásatási munkálatai során igényesen megmunkált bronzkori kézműves termékek tucatjai kerültek napvilágra. Az itt talált ételmaradványok között pedig mák és kanabisz is szerepelt. 
A város iparosai arany- és ezüstékszereket állítottak elő, de kultuszaik szempontjából fontos csont- és szoborfaragványok is felszínre kerültek.
A Murghab-folyótól nyugatra fekvő komplexum északi részén központi citadellaszerű szerkezet volt, mintegy 100 és 180 m között (330 x 590 láb). A déli komplexum körülbelül 1,5 hektár. Gonur a Morghab delta régió legnagyobb romjai közé tartozik; több mint 150 ősi települést találtak ott, mintegy 55 hektárnyi területen, a korai neolitikum (ie 7. évezred) és a korai bronzkor (2500-1700 év között) közötti időkből. 